# Conseil d'État (Pays-Bas)
Pour les autres articles nationaux ou selon les autres juridictions, voir Conseil d’État.
Le Conseil d'État (Raad van State en néerlandais, RvS) est le principal organe consultatif du gouvernement des Pays-Bas ainsi que le tribunal suprême administratif néerlandais, la Cour suprême des Pays-Bas étant compétente en matière civile, pénale et fiscale. Fondé en 1531, il est de ce fait l'un des plus anciens organes gouvernementaux au monde. Son président, à la fonction purement honoraire, est le roi des Pays-Bas, tandis que son vice-président, responsable effectif du fonctionnement de l'institution, est une personnalité nommée par le gouvernement. Thom de Graaf, ancien vice-Premier ministre des Pays-Bas (2003-2005), exerce la fonction depuis 2018.
Le Conseil d'Etat actuel se donne pour origine l'institution qui avait été créé par l'empereur Charles Quint. Sa compétence s'étendait, alors, à l'ensemble des grands Pays-Bas englobant la Hollande, la Zélande, le Brabant et toute la Belgique plus une partie du nord de la France ainsi que la Franche-Comté (comté de Bourgogne). Cette aire géographique et politique constituait le cercle impérial de Bourgogne.
Pendant la guerre de Quatre-Vingts Ans qui oppose l'Espagne aux révoltés des Pays-Bas, l'institution se scinde de fait entre Pays-Bas du sud Belgica Regia et Pays-Bas du nord Belgica Foederata. Ces deux conseils, dont la fonction était surtout politique disparaissent lors de l'occupation française.
Sous le même nom fut créée une institution inspirée du Conseil d'État français par Louis Bonaparte, roi de Hollande de 1806 à 1810.
Après la restauration consécutive à la chute de l'empire français, le roi Guillaume Ier restaura le Conseil d'État avec une fonction purement consultative. Une compétence juridictionnelle lui fut attribuée en 1861 (sur le modèle français).

## Histoire

### Le Conseil sous le royaume des Pays-Bas
La constitution de 1848 a réformé le Conseil d'État dont la structure et les fonctions devaient faire l'objet d'une loi organique. La première loi de ce type a été promulguée en 1861.
L'innovation la plus importante de cette loi était qu'en plus de la tâche consultative du Conseil en matière de droit, le Conseil donnerait également son avis dans les cas où des conflits entre les organes administratifs ont été soumis à la Couronne selon le modèlefrançais.
Pour ce type d'avis, une nouvelle subdivision du Conseil a été formée qui en est venue à agir comme un tribunal administratif (bien que la décision formelle appartienne à la Couronne). Cette fonction de haute juridiction administrative s'est élargie au siècle suivant.
En 1887, la constitution révisée a ouvert la voie pour faire du Conseil un tribunal administratif formel. Cela ne s'est réellement produit qu'en 1963 lorsque la Wet Beroep Administratieve Beschikkingen (BAB, Administrative Decisions Review Act) a été promulguée.
Au terme de cette évolution historique, le Conseil d’État exerce deux missions (fondées sur les articles 73 et 75 de la Constitution) qui sont assurées par deux sections distinctes.
Une section consultative donne des avis au gouvernement et aux États Généraux dans les domaines de la législation et de l’administration.
Une section du contentieux est le juge administratif suprême des Pays-Bas.